# 東亞同文會
東亞同文會是指1898年至1946年存在的日本民间外交团体和亚细亚主义团体，是由东亚会和同文会在1898年合并成立。是后来于上海成立的东亚同文书院的前身。也是当今霞山会的前身。
其原总部设在东京，支部则遍设于日本国内及海外各主要城市（海外以中国为主），致力于对华文化事业，除办报纸、设学校，还介绍过日本学者渡华遍访名宿，寻师问学。

## 組織

### 成员（創立時）
会長
近衛篤麿
幹事
池邊吉太郎、陸實、佐藤宏、井上雅二
常任幹事
田鍋安之助
支部主任
中西正樹（北京）、井手三郎（上海）、宗方小太郎（漢口）、中島真雄（福州）、高橋謙（廣東）

### 会員
- 犬養毅
- 神鞭知常
- 佐佐友房
- 大石正巳
- 長谷場純孝
- 柏原文太郎
- 谷干城
- 長岡護美
- 花房義質
- 渡邊洪基
- 福本誠
- 江藤新作
- 岸田吟香
- 宮崎滔天
- 可兒長一
- 内田甲（在符拉迪沃斯托克）
- 平山周（在清国）
- 内藤湖南
- 深山虎太郎
- 副島種臣
- 郡島忠次
- 小川平吉
- 山口正一郎
- 山田良政
- 中村兼善
- 小村欣一
- 笹森儀助
- 佐藤正 (陸軍草創期)
- 佐原篤介
- 林毅陸
- 根津一
- 郡島忠次郎
- 山内嵓
- 竹越与三郎
- 白岩龍平

### 歷代会長
- 初代 近衛篤麿：1898（明治31）年-1904（明治37）年
- 第2代 青木周蔵：1904（明治37）年-1907（明治40）年
- 第3代 鍋島直大：1907（明治40）年-1918（大正7）年・総裁：1918（大正7）年-1921（大正10）年
- 第4代 牧野伸顕：1918（大正7）年-1936（昭和11）年
- 第5代 近衛文麿：1936（昭和11）年-1945（昭和20）年

## 出版物
- 《支那省别全志》